# Il Club Bilderberg
Il Club Bilderberg è un libro di matrice cospirazionista dello scrittore lituano Daniel Estulin.
In questa inchiesta giornalistica l'autore cerca di dimostrare la sua tesi personale, secondo cui il Gruppo Bilderberg avrebbe lo scopo di influire su dinamiche economico-politiche internazionali per favorire gli interessi dei componenti stessi del Gruppo.

## Edizioni
- Daniel Estulin, Il Club Bilderberg, traduzione di Manuel Zanarini, Arianna Editrice, 2009,  pp. ca. 366, cap. 25, ISBN 978-88-87307-78-8.